# Bergögaddarna
Bergögaddarna är en ögrupp i Finland. Den ligger i kommunen Malax i den ekonomiska regionen  Vasa och landskapet Österbotten, i den västra delen av landet, 400 km nordväst om huvudstaden Helsingfors.
Bergögaddarna består av öarna Norra Geren, Södra Geren, Långa Gåsgrund, Storgrund, Söderkobban, Knivsten, Rajken, Blombådan, Blomgrynnorna, Revom, Lillgadden, Gåsberget, Däskarbådan, Storgadden med Huslandet, Gigbådan, Trutbådan och Storkobban samt Morrbådan. Alla öarna är låga och vattnen mellan dem är grunda och stenfyllda. Det är därför svårt att säga vilka av öarna som sitter ihop och vilka som fortfarande är egna öar.
Väster om Bergögaddarna vaktar fyren Strömmingsbådan. I norr skiljs Bergögaddarna från Rönnskären av sundet Skäriströmmen. I öster ligger Nörrstenarna och den vidsträckta fjärden Gloppet. Mot söder finns bara Bottenhavets öppna vatten. 